# 1885年の相撲
1885年の相撲（1885ねんのすもう）は、1885年の相撲関係のできごとについて述べる。

## 天覧相撲
11月27日、黒田清隆伯爵邸に明治天皇が行幸、天覧相撲が執り行われた。

## 興行
- 1月場所（東京相撲）[2]
  - 興行場所:本所回向院
  - 1月20日より晴天10日間興行
- 5月場所（東京相撲）[3]
  - 興行場所:本所回向院
  - 5月14日より晴天10日間興行
- 10月場所（大阪相撲）[4]
  - 興行場所:難波新地新金毘羅神宮
  - 晴天10日間興行
- 11月場所（東京京都合併相撲）[4]
  - 興行場所:京極錦天神
  - 晴天7日間興行

## 誕生
- 2月4日 - 陣幕嘉七（最高位：大関（大阪相撲）、所属：小野川部屋、+ 1938年【昭和13年】）
- 2月20日 - 13代木村庄太郎（元・三役格行司、所属：荒磯部屋→春日野部屋、+ 没年不明）
- 3月20日 - 黒瀬川浪之助（最高位：関脇、所属：友綱部屋、+ 1957年【昭和32年】）[5]
- 4月2日 - 玉ノ川脇太郎（最高位：前頭17枚目、所属：佐渡ヶ嶽部屋→伊勢ノ海部屋→佐渡ヶ嶽部屋、+ 1924年【大正13年】）[6]
- 12月27日 - 十三ノ浦金四郎（最高位：前頭4枚目、所属：二十山部屋、+ 1914年【大正3年】）[7]

## 死去
- 7月10日 - 東関庄助（最高位：関脇、所属：東関部屋、年寄：東関、* 1824年【文政7年】）